# 一座
一座（いちざ）とは、朝廷における宮中座次の最上位のことである。本来は太政官の筆頭大臣である太政大臣が一座に座り、不在の場合は左大臣が座ることになる。摂政・関白が設置されると、摂政・関白が一座に座った。ただし、摂政・関白が務める大臣職よりも上位の大臣が存在したり、摂政・関白が現在大臣の職に無い（前大臣）場合には、当該摂政・関白を一座に定める宣旨が出されることになっていた。これを一座宣旨（いちざのせんじ）と称した。

## 一座宣旨の例
豊臣秀吉（藤原秀吉）の一座宣旨（奉者：大外記）